# 傑瑞·史菲德
傑瑞·賽恩菲爾德（1954年4月29日—），是美國好萊塢知名喜劇演員、劇作家、電視與電影製片人。他的幽默常應用於社會觀察，代表作品是電視情景喜劇《宋飞传》。

## 早年生活
傑里生於布魯克林，他的父親卡爾曼·賽恩菲爾德（Kálmán Seinfeld）擁有匈牙利犹太裔血統，他的母親貝蒂（娘家姓霍斯尼；Hosni）及其外祖父母是敘利亞猶太裔移民，1917年抵達美國時報稱為土耳其人（當時敘利亞為奥斯曼帝国的一部分）。傑里有一姊姊卡羅琳（Carolyn）。他的外曾祖母加雷斯·達揚（Garez Dayan）是顯赫的達揚拉比家族（Dayan rabbinic family）成員，其父系血源可以追溯至中世紀美索不达米亚的猶太社区领袖（Exilarch），甚至是更久遠聖經時代的大衛王。他16歲時曾經到以色列的基布兹當義工，中學畢業後考進了紐約州立大學奧斯威戈分校，第二年轉校至皇后學院，並且在那裏以通信和戲劇學位畢業。